# Rockland (hrabstwo Manitowoc)
Rockland – miasto w Stanach Zjednoczonych, w stanie Wisconsin, w hrabstwie Manitowoc.